# 三甲基溴硅烷
三甲基溴硅烷是一种有机硅化合物，化学式为(CH3)3SiBr。

## 合成
三甲基溴硅烷可由三甲基氯硅烷和溴在四氢呋喃中反应得到。它也能由四甲基硅和三溴化硼反应得到，副产物为甲基二溴化硼。